# Chicle de amor
"Chicle de amor" é uma canção da boy band porto-riquenha Menudo, lançada em 1983 como parte da lista de faixas do álbum de estúdio A todo rock. Esta canção de estilo dançante, cujo principal vocalista é o integrante Ray Reyes, foi o primeiro trabalho fonográfico do grupo como contratado pela gravadora RCA Records, no mesmo ano.
Como parte da estratégia de divulgação do single, o grupo apresentou a faixa em programas de televisão. Em 1983, realizaram uma performance no programa norte-americano Live and in Person, da NBC. Além disso, apresentações ao vivo de "Chicle de Amor", realizadas durante a turnê do álbum de 1983, foram transmitidas em emissoras de diversos países. Entre os destaques, estão os shows na Plaza de Toros Nuevo Progreso, no México, e no Estádio Alejandro Villanueva, em Lima, Peru.
Em 1984, uma versão em inglês, intitulada "That's What You Do", foi incluída no primeiro álbum do Menudo no idioma, Reaching Out. Essa versão, que também traz nos vocais principais o integrante Ray Reyes, foi cantada no programa Solid Gold, da emissora americana CBS.

## Desempenho comercial
Comercialmente, tornou-se um sucesso. Na parada do jornal La Opinión, o single em espanhol atingiu as posições de número 3 e 6 nas paradas musicais do México e do Peru, respectivamente. Nos Estados Unidos liderou a lista de singles latinos mais vendidos no país. Na lista quinzenal de canções mais executadas no México, a canção estreou na posição de número 7 na segunda quinzena de dezembro, e atingiu o pico na 5ª posição na primeira quinzena de fevereiro de 1984.

## Lista de faixas
- Créditos adaptados do compacto simples "Chicle de amor" (1983).[12]

Lado A
| N.º | Título           | Compositor(es)     | Duração |  |
| 1.  | "Chicle de amor" | A. Monroy C. Villa | 2:43    |  |

Lado B
| N.º | Título            | Compositor(es)             | Duração |  |
| 1.  | "Una buena razón" | E. Díaz A. Monroy C. Villa | 2:44    |  |

## Tabelas

### Tabelas semanais
| Tabela musical (1983)       | Melhor posição |
| --------------------------- | -------------- |
| Estados Unidos (La Opinión) | 1              |
| México (La Opinión)         | 3              |
| México (Notitas Musicales)  | 5              |
| Peru (La Opinión)           | 6              |